# 加的斯湾 (小)
加的斯湾（西班牙語：Bahía de Cádiz）是西班牙南部加的斯省海岸线附近的一片海灣。
安达卢西亚西南部的一片比它大的海湾也叫做加的斯湾（Golfo de Cádiz）。

## 地理
加的斯湾附近的市镇有加的斯、圣费尔南多、雷亚尔港、圣玛丽亚港和罗塔。
加的斯湾历史悠久，出土过迦太基人的遗迹。

## 图集

古代加的斯
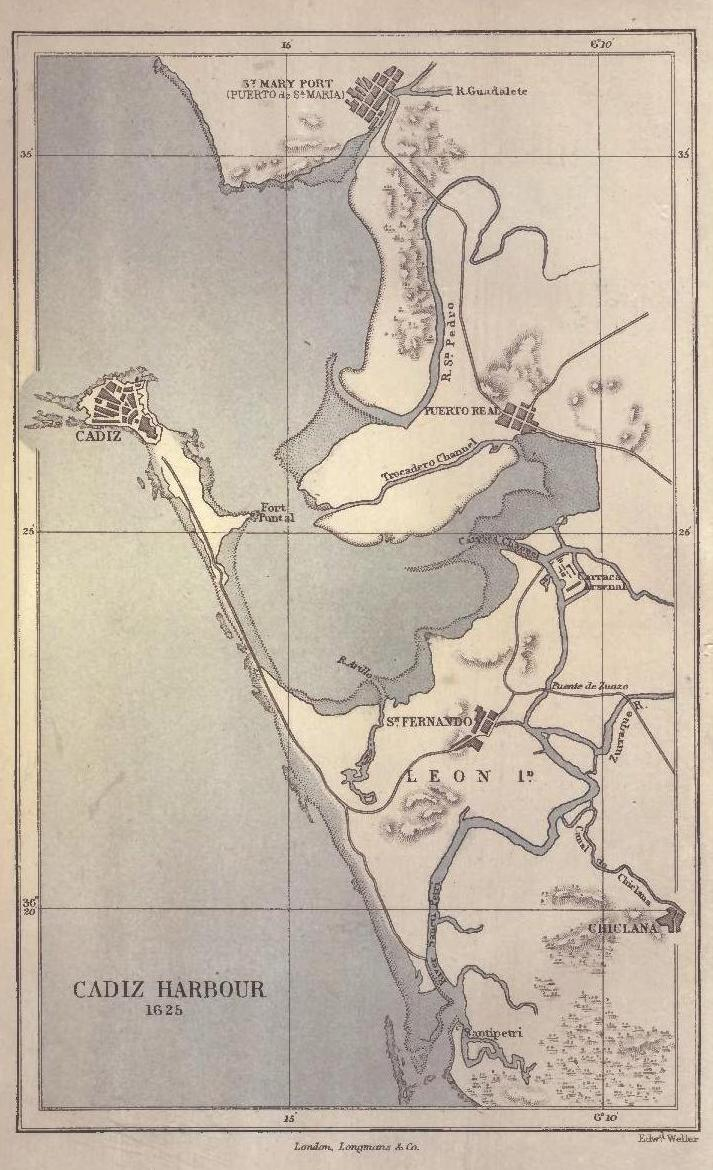
1625年的加的斯湾
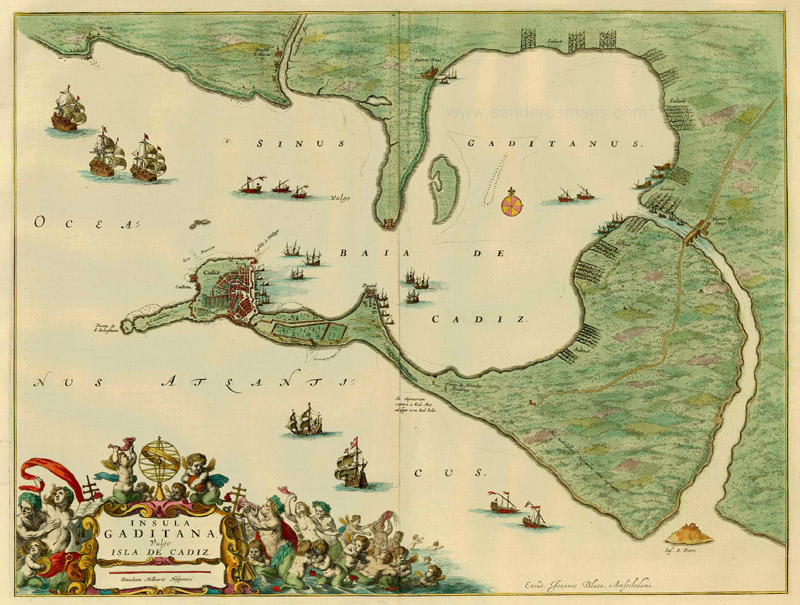
1664年
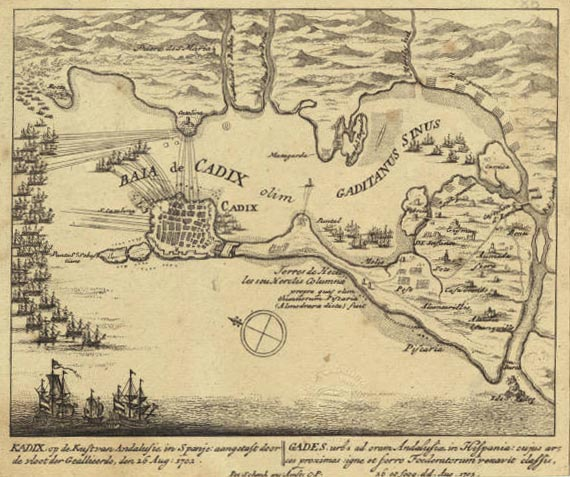
西班牙王位繼承戰爭中的加的斯湾战役（1702年）
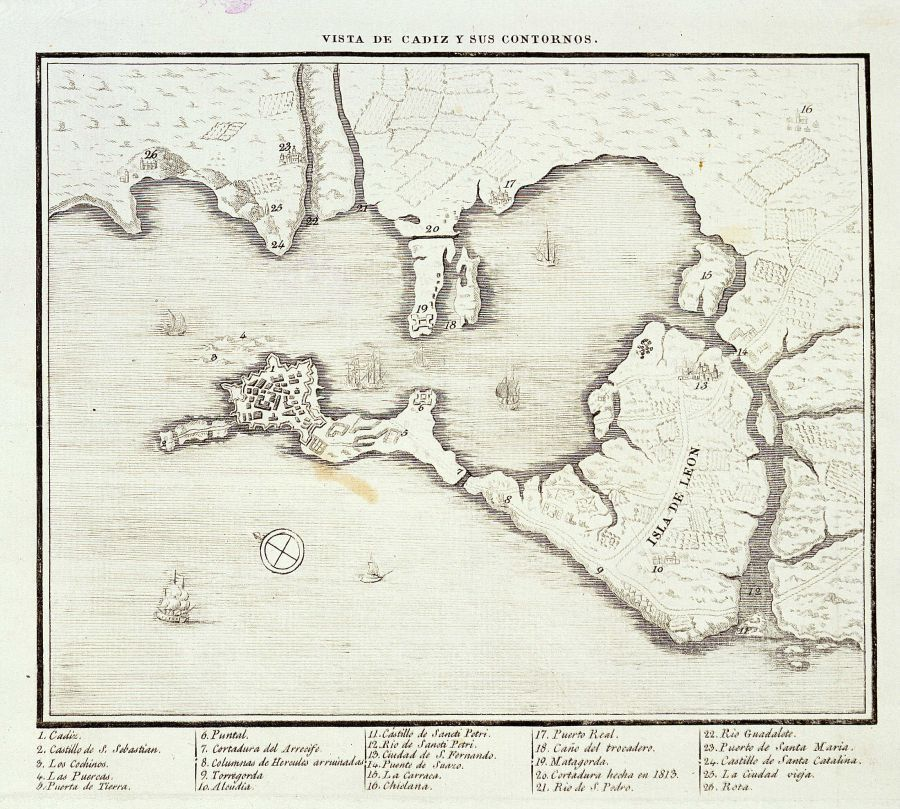
1813年的加的斯湾
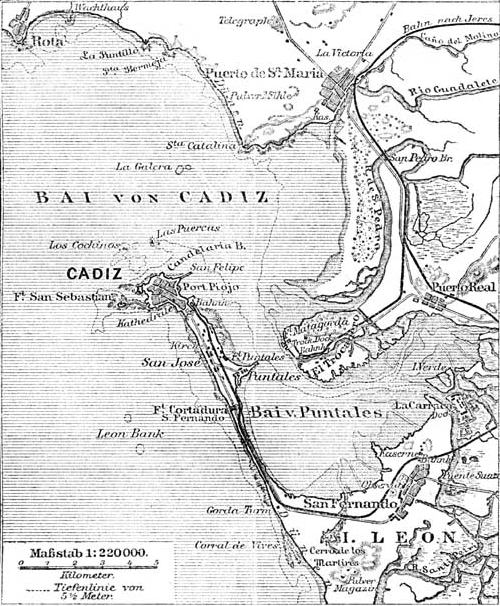
1884年